# Bobby Kapp
Bobby Kapp (* 11. April 1942 in Perth Amboy als Robert Kaplan) ist ein US-amerikanischer Jazz-Schlagzeuger (auch Gesang, Perkussion).

## Leben und Wirken
Kapp, der in Highland Park (New Jersey) aufwuchs, sang als Kind, bevor er sich als Jugendlicher dem Schlagzeug zuwendete. Er studierte Perkussion an der Berklee School of Music und tourte mit Cilla auf Kuba, bevor er nach New York zog. Dort spielte er ab Mitte der 1960er-Jahre mit Avantgarde- und Free-Jazz-Musikern wie Byard Lancaster, Sirone sowie Noah Howard und Marion Brown (Three for Shepp), mit denen 1966 erste Aufnahmen entstanden. Ferner arbeitete er in dieser Zeit mit Dave Burrell, Ivo Perelman (Trichotomy, 2023) sowie Gato Barbieri.
Erst in den 1990er-Jahren wirkte Kapp erneut bei Aufnahmen mit, als er mit Mike Richmond im Trio des Holzbläsers Bob Ackerman spielte. Mit Richard Wyands und Gene Perla bildete er das Fine Wine Trio; ein gleichnamiges Album entstand 1998. Im Duo mit Noah Howard nahm er 1999 das Album Between Two Eternities (Cadence Jazz Records) auf. Im Bereich des Jazz war er ab 1966 an zwölf Aufnahmesessions beteiligt, zuletzt im Duo mit Matthew Shipp (Cactus, 2016) und mit kubanischen Musikern auf Cilla sin Embargo.